# Boldog Romzsa Tódor Görögkatolikus Templom (Nyíregyháza)
A Nyíregyházi Boldog Romzsa Tódor Görögkatolikus Templom Nyíregyháza Borbánya városrészében található görögkatolikus templom, a Nyíregyháza-borbányai görögkatolikus egyházközség temploma. Építése 2020 tavaszán kezdődött, 2022-ben pedig felszentelte Kocsis Fülöp hajdúdorogi érsek-metropolita, valamint dr. Orosz Atanáz miskolci és Szocska A. Ábel nyíregyházi megyéspüspökök. A templom, és egyben az egyházközség parókusa jelenleg dr. Janka György, aki egyben a Nyíregyháza-Déli Esperesi Kerület esperesi címét is viseli.